# Column Rock
Column Rock är en kulle i Antarktis. Den ligger i Västantarktis. Argentina, Chile och Storbritannien gör anspråk på området.
Terrängen runt Column Rock är platt åt sydväst, men åt sydost är den kuperad. Trakten är obefolkad. Det finns inga samhällen i närheten.